# DARVO
DARVO est un acronyme pour « nier, attaquer et inverser la victime et l'agresseur » (Deny, Attack, and Reverse Victim and Offender). Il s'agit d'une stratégie de manipulation courante dans le contexte de violences psychologiques,,. L'agresseur nie que l'abus ait eu lieu, attaque la victime pour avoir tenté de tenir l'agresseur responsable et prétend qu'il est en réalité la victime dans la situation, inversant ainsi la réalité des rôles,. Cela implique généralement non seulement de « jouer la victime », mais aussi de blâmer la victime.

## Origines
L'acronyme et l'analyse sur laquelle il est basé sont l'œuvre de la psychologue Jennifer Freyd pour qui la première étape du DARVO, le déni, correspond au gaslighting,.
Selon elle :

« […] J'ai remarqué que les vrais agresseurs ont tendance à harceler, menacer, et transformer en cauchemar la vie de quiconque tente de les tenir responsables de leurs propres actions ou leur demande de changer de comportement. Ces attaques, dont le but est d'intimider et d'instiller la peur, incluent souvent des menaces d'action en justice, des mises en cause directes et indirectes de la crédibilité des personnes qui tirent la sonnette d'alarme, etc. L'assaut se matérialisera fréquemment par la tentative soutenue de ridiculiser la personne qui lui demande des comptes. […] [L]'agresseur crée rapidement l'impression que c'est à lui que l'on porte préjudice, tandis que la victime ou l'observateur inquiet serait l'agresseur. Les rôles et responsabilités sont entièrement inversés. […] L'agresseur devient l'accusateur et la personne qui s'efforce de lui faire prendre ses responsabilités devient celle qui doit se justifier. »

## Exemples
Les exemples allégués de DARVO lors d'événements publics comprennent :
- Le comportement de R. Kelly lors d'un entretien lié à une procédure pénale à son encontre pour abus sexuels sur mineurs [5]
- Le comportement du président des États-Unis Donald Trump pour se défendre contre les allégations de harcèlement sexuel et nombre d'autres actes répréhensibles[6],[7],[8],[9].